# شیر (رنگ)

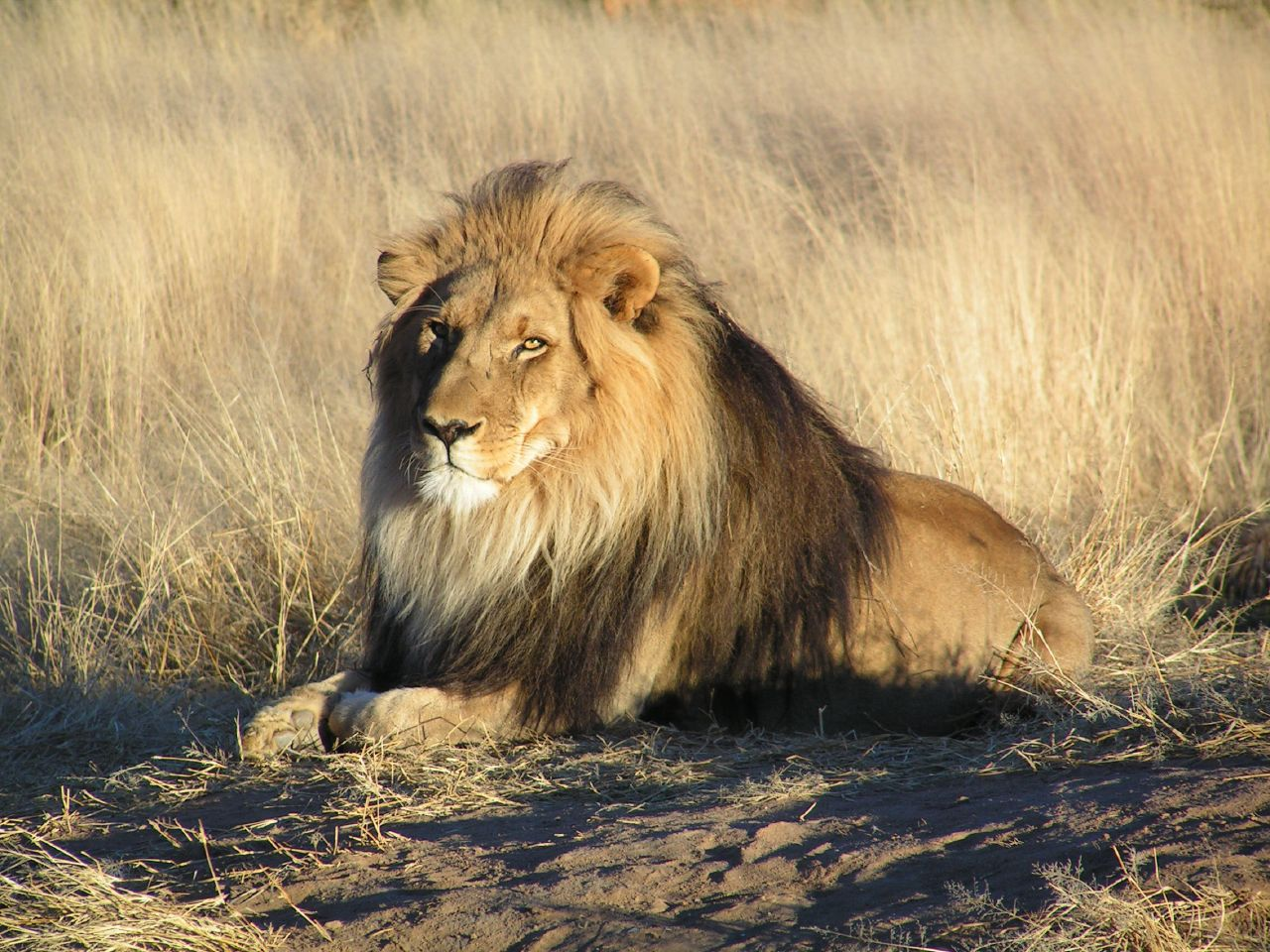
یک شیر نر در نامیبیا

شیر رنگی است که نمایانگر رنگ متوسط رنگ موی شیر است.
شیر یک شکارگر گربه‌سان است که در آفریقا و هند یافت می‌شود. شیر را به‌طور شاعرانه پادشاه جانوران در زنجیره بزرگ هستی می‌نامیدند که یکی از پایه‌های فلسفه قرون وسطی در تمدن غرب است.
نخستین استفاده ثبت‌شده از «شیر» به عنوان نام یک رنگ در انگلیسی در سال ۱۵۵۱ بود.